# Кюлюнкен
Кюлюнке́н (Томпо́ Кюлюнке́н) — село в Томпонском районе (улусе) Республики Саха (Якутия) России.Расположено на высоте 642 метра выше уровня моря.

## География
В селе происходят землетрясения в среднем раз в 50 лет силой в 5-6 баллов по Шкале Рихтера.

### Климат
Зима продолжительная и весьма суровая, чаще всего самый холодный месяц — декабрь, почти столь же студёный месяц-январь. С ноября по февраль оттепели исключены. Среднемесячная температура января составляет −46.9 градусов, минимальная годовая −57.8 градусов. В декабре и январе дневная температура редко повышается до −30 градусов. Лето умеренно-жаркое и относительно короткое. Максимальная годовая температура +37.3 градусов. Переходные сезоны короткие и холодные, с прохладными днями и морозными ночами. Ночные заморозки возможны в любой месяц летом. Средняя продолжительность периода без оттепелей — с начала октября до середины апреля.
| Показатель                    | Янв.  | Фев.  | Март  | Апр.  | Май   | Июнь | Июль | Авг. | Сен. | Окт.  | Нояб. | Дек.  | Год   |
| ----------------------------- | ----- | ----- | ----- | ----- | ----- | ---- | ---- | ---- | ---- | ----- | ----- | ----- | ----- |
| Абсолютный максимум, °C       | −15   | −11,6 | 3,9   | 10,5  | 26,5  | 34   | 37,3 | 30,4 | 22,9 | 7,6   | 0     | −10,3 | 37,3  |
| Средний суточный максимум, °C | −39,6 | −32,2 | −16,9 | −2,2  | 10,3  | 21   | 23,2 | 19,1 | 8,5  | −7,8  | −28,7 | −39,4 | −7,4  |
| Средний суточный минимум, °C  | −46,9 | −44,1 | −35,1 | −19,7 | −3,2  | 5    | 7,6  | 3,8  | −2,6 | −18,5 | −37,7 | −45,8 | −19,8 |
| Абсолютный минимум, °C        | −58,9 | −57,8 | −52   | −37,9 | −19,2 | −4,5 | −3   | −8,5 | −17  | −41,5 | −46,7 | −53,1 | −58,9 |
| Источник: meoweather          |       |       |       |       |       |      |      |      |      |       |       |       |       |

## Этимология
Наименования населённых пунктов передаются из поколения в поколение, сохраняя самобытность народов и передавая культурную информацию. Наиболее продуктивный способ богатых и разнообразных географических названий — аборигенные (эвенские и эвенкийские) ойконимы, которые в топонимике республики занимают одно из ведущих мест. Большинство географических названий образованы характерным для топоформантов способом — присоединением в основе аффиксов (-ма, -нча, -кан, -ра, -кит и др.) из эвенского и эвенкийского языков. Большинство названий имеет происхождение из тунгусо-маньчжурских языков, образованых от названий рек, озёр и других водоёмов. Они сохраняются и в XXI веке, хотя молодёжь не всегда знает происхождение наименований населённых пунктов на территориях, где происходило расселение тунгусских народов и толкует географические названия по созвучию или аналогии.